# Štefan Rusnák
Štefan Rusnák (Trstená, 7 agosto 1971) è un ex calciatore slovacco, di ruolo attaccante, vice allenatore del Dukla B.B...

## Palmarès

### Club

#### Competizioni nazionali
- Campionato slovacco: 4

Slovan Bratislava: 1994-1995, 1995-1996
Košice: 1996-1997
Žilina: 2002-2003
- Supercoppa di Slovacchia: 3

Slovan Bratislava: 1994, 1995, 1996

#### Competizioni internazionali
- Coppa Piano Karl Rappan: 3

Slavia Praga: 1992, 1993
Slovan Bratislava: 1994